# Schwarzburg
Schwarzburg é um município da Alemanha localizado no distrito de Saalfeld-Rudolstadt, estado de Turíngia.
Pertence ao Verwaltungsgemeinschaft de Mittleres Schwarzatal.

## Demografia
Evolução da população (em 31 de dezembro):
| - 1895: 703 - 1994: 742 - 1995: 735 - 1996: 728 - 1997: 707 | - 1998: 708 - 1999: 707 - 2000: 698 - 2001: 688 - 2002: 689 | - 2003: 665 - 2004: 645 |

 Fonte: Thüringer Landesamt für Statistik